# 金鵄館

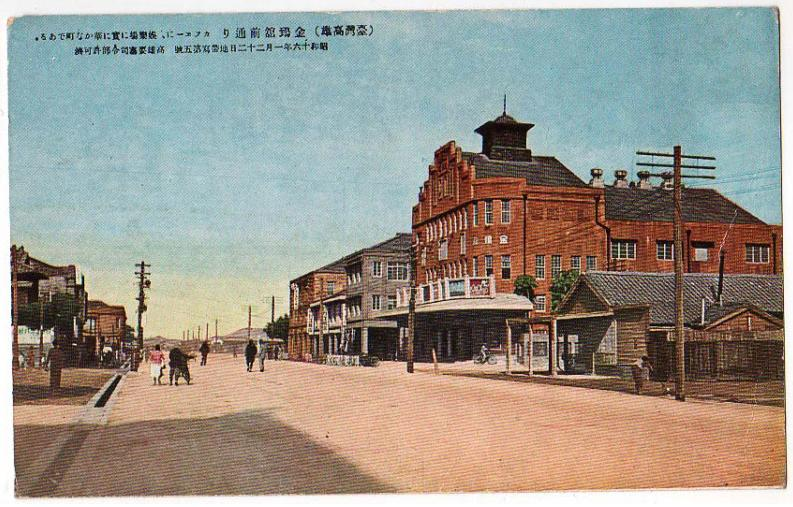
1941年左右的金鵄館與當時的大勇路

金鵄館是臺灣日治時期於今天高雄市鹽埕區開設的電影院，於二次大戰後改為光復戲院（光復大戲院）。戲院在2002年結束營業後拆除，原址現為高雄捷運鹽埕埔站二號出口。

## 沿革
金鵄館於昭和四年（1929年）12月25日於高雄市榮町一丁目四番地正式開業，當時的館主是泉寬平。泉寬平是高雄禁酒會會長，金鵄館也與該組織有一定程度的密切關係。開幕時金鵄館播放日本松竹與牧野的電影和外國片，對當時原本具獨占地位的高雄館產生一定程度的威脅。但由經營困難，次年（1930年）5月金鵄館由實業家船橋武雄接手經營。
船橋武雄接手後，金鵄館的營運仍不樂觀，直到昭和十年（1935年）舉行「始政四十周年記念臺灣博覽會」後，帶動了日本及美國電影片商進駐臺灣的銷售市場，再加上新型電影院也開始配有冷氣空調和電影配音設備，擴大臺灣的電影消費市場。在此背景下，船橋武雄於昭和十年（1935年）12月對金鵄館進行大規模裝修，將大門口從面向今大勇路和新樂街交會處改成正對大勇路，建築立面也更為氣派。內部三層樓改成可容納1千多人的大劇院，二、三樓的前面還設有包廂，此外座椅改為橫山商店進口的輕便折疊椅，是高雄首次引進摺疊椅。播放的電影則有松竹、日活、派拉蒙、華納等一流電影公司的作品。

### 光復戲院
二次大戰之後，金鵄館變成國民黨省黨部經營的光復戲院。1960年代是當時鹽埕區設備最新穎、空間規模最大的戲院。民國43年（1954年）1月24日曾發生爆炸事件，建物受到影響。後來光復戲院改由中影公司所經營，於民國48年（1959年）改建，次年重新開幕。
民國72年（1983年），光復戲院改由「鴻錦樓」老闆經營，變成播放二輪片的戲院。2002年因興建高雄捷運而遭到拆除。